# Euphorbia grandicornis
Euphorbia grandicornis — вид трав'янистих рослин з родини молочайні (Euphorbiaceae), поширений у ПАР, Мозамбіку, Есватіні.

## Опис
Це колючий, соковитий чагарник заввишки до 0.5–2 метрів, іноді лежачий. Колючки сірі або буруваті, нагадують форму рогів корів, 30–70 мм завдовжки. Влітку ростуть крихітні, схожі на луску між колючками листки, зазвичай відсутні взимку, фотосинтез здійснюється зеленими гілками. Квіти та плоди наприкінці весни шикуються в ряди на кутових хребтах гілок. Квітка — досить разюча і блискуча жовта циатія, що росте безпосередньо над колючками. Плід: 3-лопатеві коробочки 8 мм у діаметрі, пурпурові в дозріванні.

## Поширення
Поширення: ПАР [Квазулу-Натал], Мозамбік, Есватіні. Зростає в сухих змішаних лісах і на схилах гранітних відслонень (інзельбергів) на висотах 40–700 метрів.

## Галерея

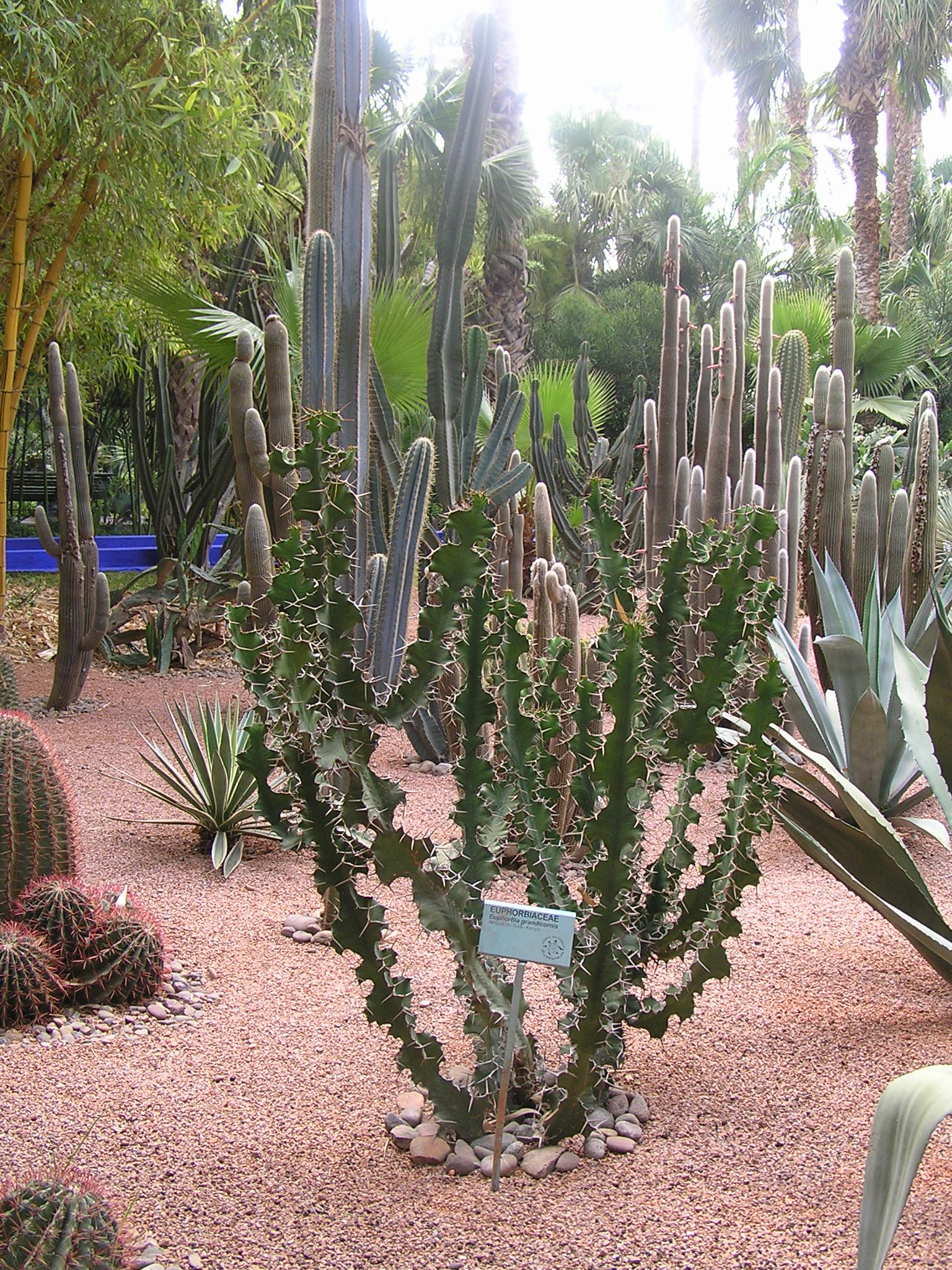
рослина
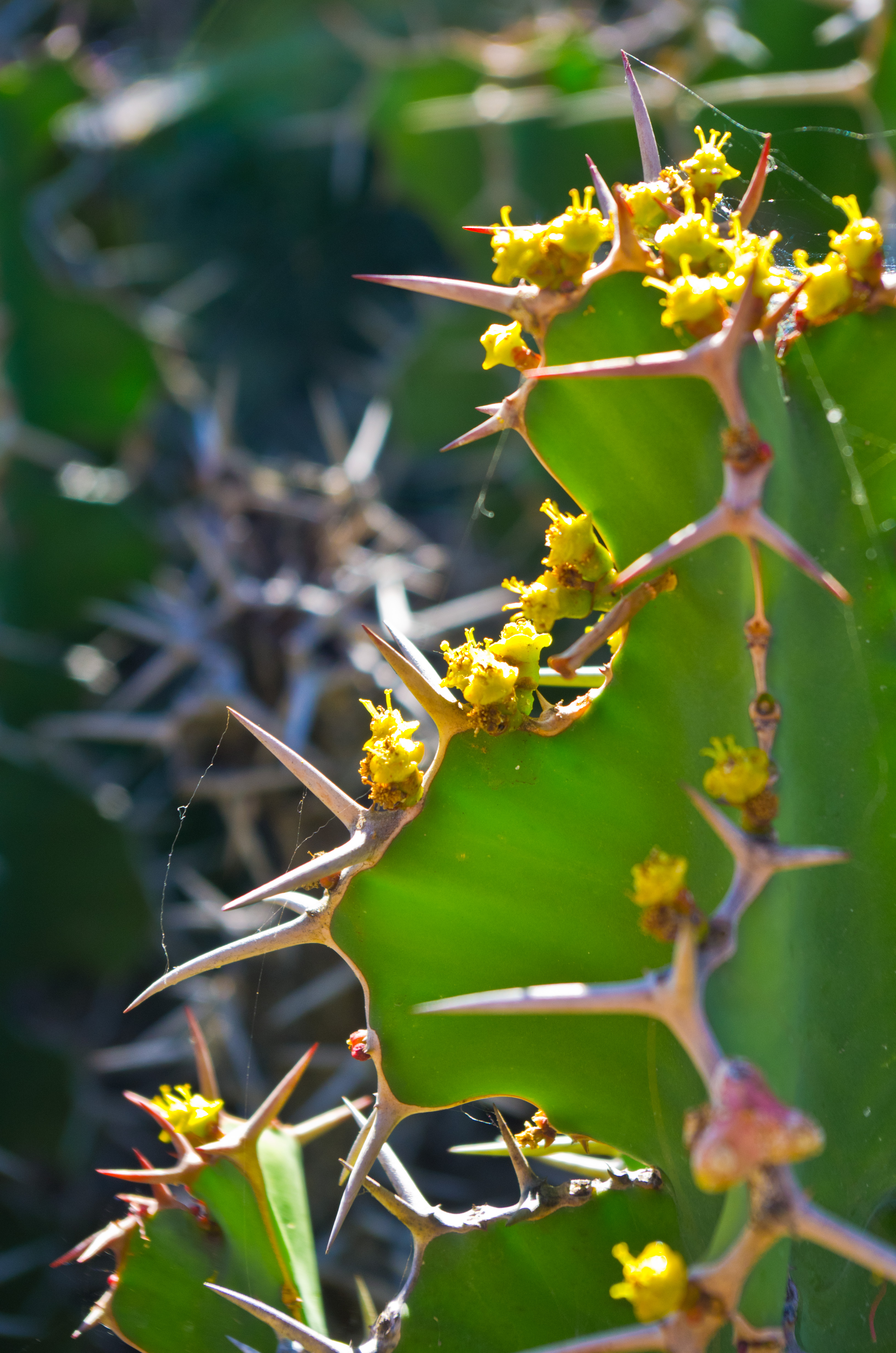
голки й квіти